# 射鵰英雄傳之東成西就
《射鵰英雄傳之東成西就》，是1993年發行的一部香港賀歲電影，由王家卫監製、劉鎮偉導演。該片成因是由於拍攝《东邪西毒》超出预算並超出預定製作时间，在出資人壓力下由原班人馬参與拍摄。該片拍攝時已近歲末，故規劃以搞笑賀歲片形式製作，票房為2,237萬港元。

## 情節
故事採用金庸原著《射鵰英雄傳》裡角色姓名和部分設定，但情節與原著毫無關聯，全以搞笑為主。
话说金轮国王妃（叶玉卿饰）与表哥西毒欧阳锋（梁朝伟饰）有染，遂先下手为强，杀国王取玉玺，以图霸占江山。久战后，西毒打伤保管玉玺的三公主（林青霞饰），但始终被她逃脱。经胡涂国师（张曼玉饰）查得三公主下落， 西毒即乘火箭金靴追赶，却误脱落一靴插死刚出关的王重阳（钟镇涛饰），三公主适逢路过，王恳求她找其师弟周伯通（刘嘉玲饰）代为报仇。
三公主得九宫真人指点，并由真人徒弟黃药师（张国荣饰）陪同往取九阴真经，以复国报仇；却惹来小师妹（王祖贤饰）妒忌。二人取经失败，唯有先往大东客栈与南帝（梁家辉饰）会合，原来南帝与三公主自幼谊亲，但他乃罗汉托世，虽断绝情爱，并找得真心人才能成仙。其后，周伯通赶来，误以为三公主杀其师兄，惜为东邪与南帝所擒，贬周为下人。南帝发现东邪乃梦寐以寻的真心人，最后假扮三公主引东邪说声“我爱你”而得偿所愿。一群人在丹霞山上交手后，欧阳锋得到了九阴真经回国修炼，大家在国师的带领下与其决此一战，最后在已成仙的段王爷帮助下，打败了欧阳锋。

## 演員列表
| 演員     | 粵語配音 | 國語配音 | 角色             |
| 張國榮   | 張國榮   | 于正昇   | 黃藥師           |
| 林青霞   | 黃玉娟   | 张主蕙   | 金輪國三公主     |
| 梁家輝   | 梁家輝   | 李香生   | 段智興           |
| 梁朝偉   | 梁朝偉   | 魏伯勤   | 歐陽鋒           |
| 劉嘉玲   | 劉嘉玲   | 杜素真   | 周伯通           |
| 鍾鎮濤   | 陳欣     | 陈明阳   | 王重陽           |
| 葉玉卿   | 龍寶鈿   | 杜素真   | 金轮国王妃       |
| 張學友   | 張學友   | 杨少文   | 洪七公           |
| 張曼玉   | 鄭麗麗   | 刘小芸   | 金轮国國師       |
| 王祖賢   | 沈小蘭   | 林芳雪   | 小師妹           |
| 駱遜文   |          | 孫中台   | 全真派弟子丘處機 |
| 鲍起静   | 沈小蘭   | 姜瑰瑾   | 金轮国宫女       |
| 司馬華龍 | 陳永信   | 胡立成   | 金輪國國王       |
| 俞明     | 盧雄     | 胡立成   | 九宮真人         |

## 工作人員列表
- 出品人：蔡松林
- 策劃：羅文、彭綺華
- 美術總監：張叔平
- 美術指導：邱偉明
- 攝影指導：鮑德熹（H.K.S.C.）
- 第二組攝影：劉偉強（H.K.S.C.）
- 燈光：李德成
- 動作指導：洪金宝
- 對白：盧雄

## 音樂
- 全碟編曲人：雷頌德、黃霑。

| 曲序 | 曲目                   |        | 作曲             | 演唱         | 时长 |
| ---- | ---------------------- | ------ | ---------------- | ------------ | ---- |
| 1.   | 公主騎馬出場           |        | 黃霑、雷頌德     |              | 0:34 |
| 2.   | 宮女與紅衣人打         |        | 黃霑、雷頌德     |              | 3:05 |
| 3.   | 三人打鼓肚痛           |        | 黃霑、雷頌德     |              | 1:53 |
| 4.   | 西毒飛天               |        | 黃霑、雷頌德     |              | 0:32 |
| 5.   | 眉來眼去劍             |        | 黃霑、雷頌德     |              | 2:02 |
| 6.   | 西毒欲殺北丐           |        | 黃霑、雷頌德     |              | 3:15 |
| 7.   | 白骨洞                 |        | 黃霑、雷頌德     |              | 4:19 |
| 8.   | 東邪與南帝屋頂打       |        | 黃霑、雷頌德     |              | 3:01 |
| 9.   | 做對相思燕             | 張國榮 | 任光             | 黃霑、張國榮 | 2:07 |
| 10.  | 哥仔靚                 | 朱頂鶴 | 何柳堂           | 黃霑         | 1:37 |
| 11.  | 我Love你               | 黃霑   | G. Rossini       | 張學友       | 1:56 |
| 12.  | 誰是大英雄（粵語）     | 黃霑   | 黃霑             | 張學友       | 2:10 |
| 13.  | 誰是大英雄 (音樂)      |        | 黃霑             |              | 2:13 |
| 14.  | 大殿打鬥               |        | 黃霑、雷頌德     |              | 1:59 |
| 15.  | 慢打/快打/慢打         |        | 黃霑、雷頌德     |              | 2:10 |
| 16.  | 西毒練成武功後與眾大戰 | 黃霑   | 黃霑、雷頌德     |              | 1:51 |
| 17.  | 濟公與西毒打           |        | 黃霑、雷頌德     |              | 1:52 |
| 18.  | 如來神掌               |        | 佚名（公共領域） |              | 2:02 |
| 19.  | 這才是帥（國語）       | 黃霑   | 黃霑             | 黃霑         | 1:11 |
| 20.  | 我Love你（國語）       |        | G. Rossini       | 張學友       | 1:56 |
| 21.  | 誰是大英雄（國語）     |        | 黃霑             | 張學友       | 2:11 |

電影有大量的歌舞場面，一如《92黑玫瑰對黑玫瑰》，這被指是導演劉鎮偉愛用的手法，是向舊式國粵語歌舞片的致敬。為配合電影風格，歌曲皆俚俗戲謔。
粵語版電影的片頭採用了新加坡人林穆於1976年主唱的粵語歌《射雕英雄傳 (歌曲)》（又名：誰是大英雄），內容嚴肅，與金庸原著《射雕英雄傳》相仿。片尾曲則是張學友新灌唱的《誰是大英雄》，性質恢諧，有國粵語兩版。 
段王爺（梁家輝的唱段均由黃霑幕後代唱）男扮女裝調戲黃藥師的場景中，粵語版插曲是1959年香港歌手許艷秋單思男性的名曲《哥仔靚》（調寄粵樂《餓馬搖鈴》）；而國語版則把1955年黃梅調電影《天仙配》的插曲《漁家住在水中央》改編為《這才是帥》
。中國人民大學哲學院美學專業講師馮慶認為黃霑不單以戲謔的筆調寫出逍遙自然的人生態度，還帶出一種「特立獨行」的社會價值取向。此外歌詞中的「開山怪」是「handsome guy」的音譯。 
黃藥師錯把段王爺當成金輪國三公主的場景中，國粵兩版電影均採用粵語歌《做對相思燕》。此曲調寄1938年國語電影《王老五》的同名插曲(1964年經鄭君綿和鄭幗寶改編為合唱曲《係唔係嘅啫》，在香港流傳一時。)，並由張國榮即興填詞。 
洪七公對表妹示愛時唱出《我 Love 你》，此曲改編自古典樂《威廉·泰爾序曲》。黃霑形容歌詞又密又快，甚難演唱，讚賞了張學友的表現。